# Guillem Seguer
Guillem Seguer (ca. 1300-1371), anomenat també Guillem Seguer de Montblanc, va ser un mestre d'obres, escultor i pintor de mitjan segle xiv, amb la seva obra coneguda en l'àmbit de Catalunya.

Va treballar com a mestre d'obres i escultor a la Seu Vella de Lleida, on va precedir el mestre Bartomeu Robió. Com a mestre d'obres de la Seu va ser el realitzador del primer projecte de la porta dels Apòstols. Francesca Español planteja la hipòtesi que Guillem de Seguer hauria estat deixeble de Benet Basques i mestre de Pere Seguer, continuador del seu taller. Hi ha una làpida sepulcral que commemora el trasllat de les seves despulles a un nou lloc al claustre de l'any 1371:
| « | Guillem Seguer fou mestre de la dita seu. | » |

Tanmateix, no especifica la data de la seva mort.

## Escultura
La doctora en Història de l'Art Francesca Español atribueix a Guillem Seguer la creació d'onze marededeus, cinc imatges de sants i tres sepulcres:
Marededeus

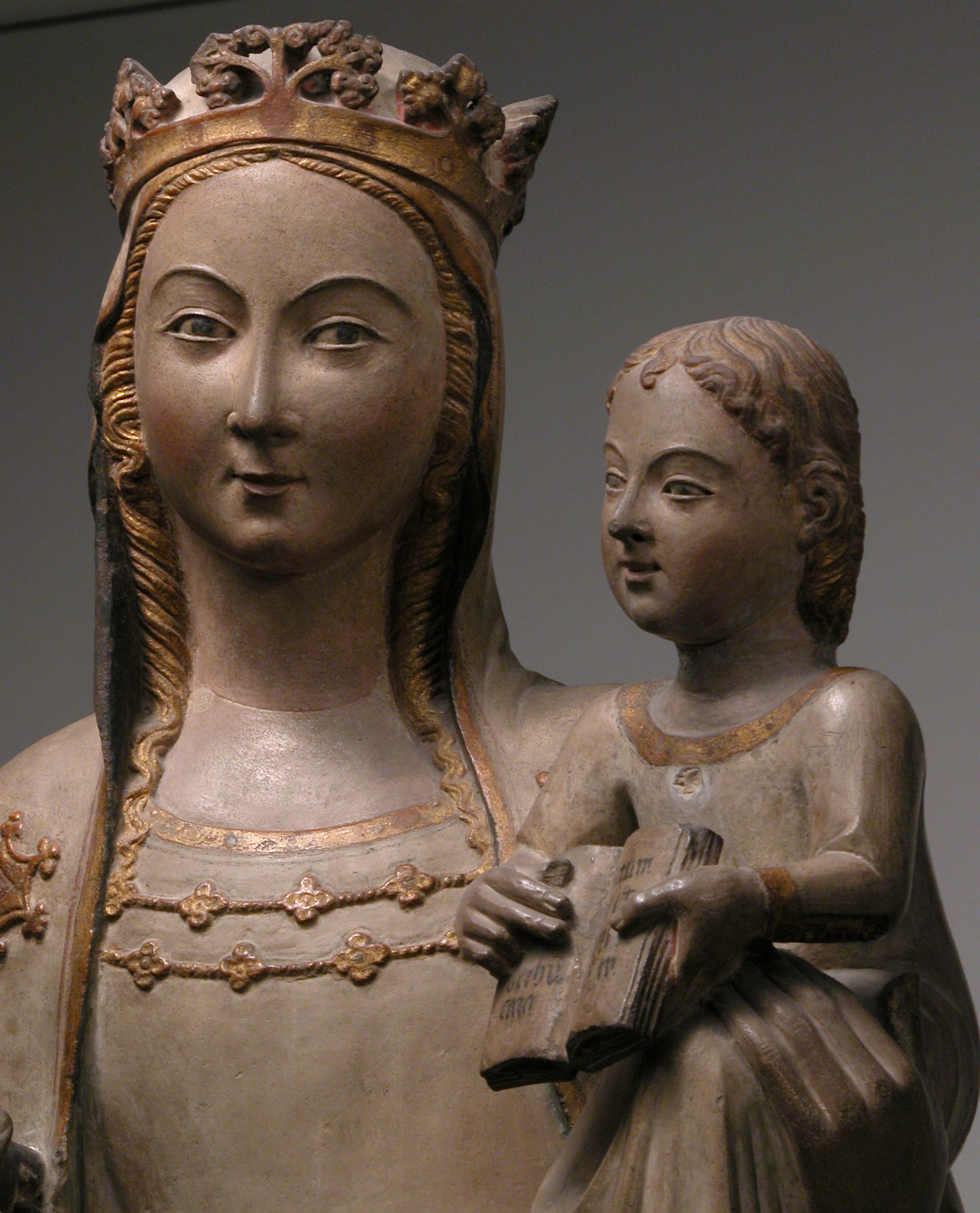
Marededeu de Guillem Seguer, al Metropolitan Museum de Nova York

- Mare de Déu de Vinaixa. 1341. Destruïda durant la Guerra Civil espanyola. Se'n conserven restes al Museu Diocesà de Tarragona, i també m documents fotogràfics.
- Marededeu de Nalec. 1343. Actualment destruïda
- Marededeu del Cor de Vallbona. Segon quart del segle xiv. Antiga capella del Corpus Christi a l'església del monestir de Vallbona de les Monges.
- Marededeu del Vilet. Segon quart del segle xiv. Altar major de l'església de Vilet.
- Marededeu de Castelldans. Segon quart del segle xiv. Altar major de l'església de Castelldans.
- Marededeu del Museu Diocesà de Lleida. Segon quart del segle xiv. Ubicació original desconeguda, actualment es troba al Museu Diocesà de Lleida.
- Marededeu de les Avellanes. Segon quart del segle xiv. Nau lateral de l'església de les Avellanes.
- Marededeu d'Anglesola. Segon quart del segle xiv. Localització actual desconeguda.
- Marededeu del Metropolitan Museum. Segon quart del segle xiv. Ubicació actual desconeguda, actualment es tropa al Metropolitan Museum.
- Marededeu del Truc de Vinaixa. Segon quart del segle xiv. Actualment es trobada al Museu Diocesà de Tarragona.
- Marededeu del Claustre de Vallbona. Segon quart del segle xiv. Capella al claustre del monestir de Vallbona de les Monges.

Imatges de Sants
- Sant Joan Baptista de Vinaixa. Segon quart del segle xiv. Destruïda l'any 1936.
- Sant Miquel Arcàngel. Segon quart del segle xiv. Ubicada originalment a Granyena de les Garrigues, actualment es troba al Museu Diocesà de Lleida.
- Santa Maria Magdalena de l'Hospital de Montblanc. 1341. Localització actualment desconeguda. Malgrat haver desaparegut a la guerra civil de 1936, havia estat fotografiada i publicada junt amb la transcripció del text que hi havia a la seva peanya, on hi posava: «Guillelmus Segur me fecit et dedit em anno Domini M-CCC-XLI ad honorem beatae Maria Magdalena».[3]

- Santa Caterina de Vallbona de les Monges. Segon quart del segle xiv. Actualment es troba a Victòria (Austràlia).
- Santa Tecla del Museu de València. Segon quart del segle xiv. Localització original desconeguda, actualment es troba al Museu de Belles Arts de València.Sepulcre del bisbe Ponç de Vilamur, a la catedral de Lleida

Sepulcres

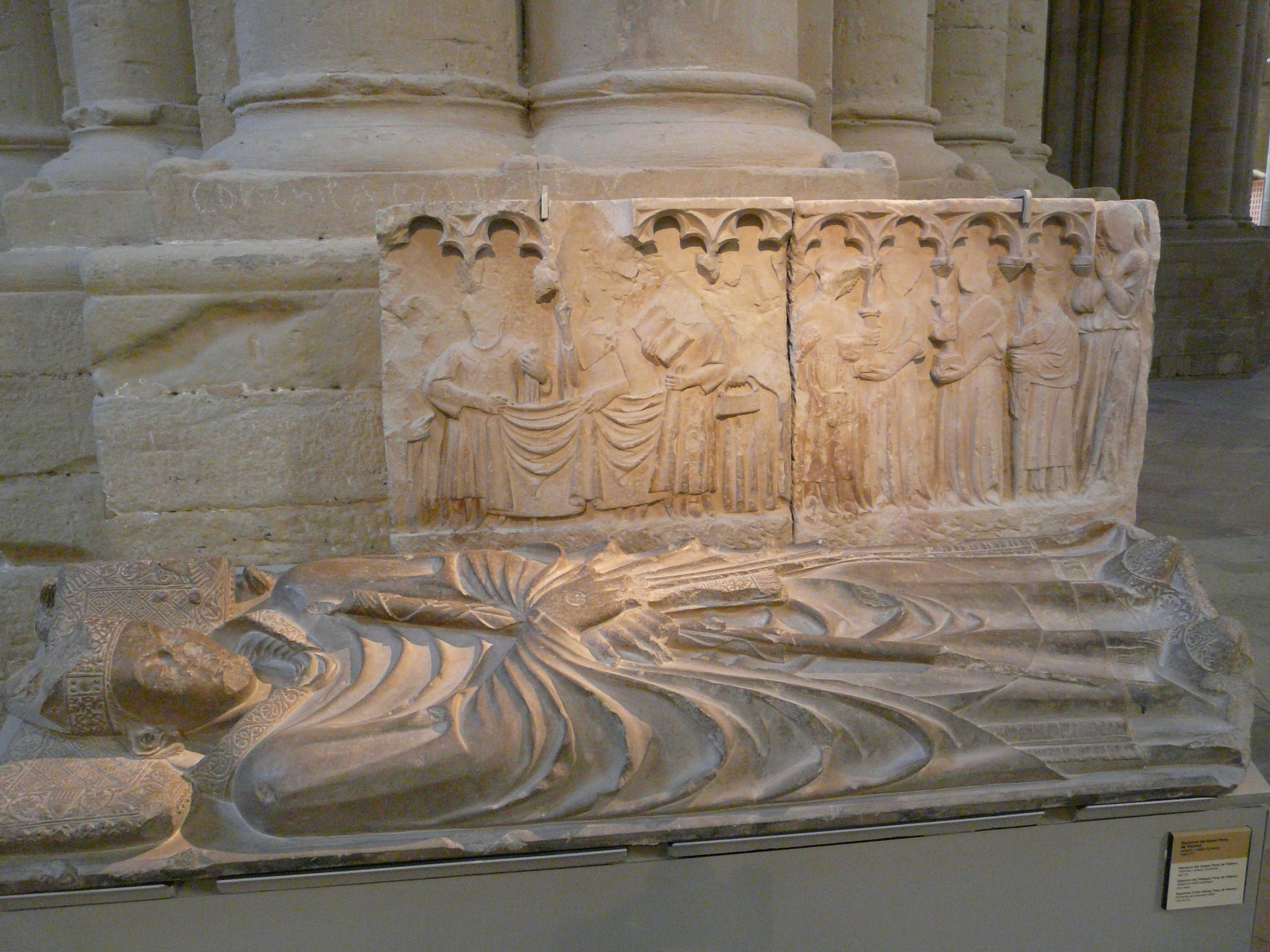
Sepulcre del bisbe Ponç de Vilamur, a la catedral de Lleida

- Sepulcre de Pere d'Aguiló i la seva esposa. Segon quart del segle xiv. Església de Sant Salvador de Talavera.
- Sepulcre de Sant Bernat de Boixadors. Segon quart del segle xiv. Ubicada originalment a l'església de Vallsanta, actualment es troba al Museu de Guimerà.
- Sepulcre del bisbe Ponç de Vilamur. Segon quart del segle xiv. Catedral de Lleida. Se'n conserva solament la coberta del sarcòfag amb la figura jacent del bisbe vestit de pontifical amb les mans creuades sobre el ventre subjectant el bàcul pastoral. El cap amb mitra es recolza sobre un coixí decorat.

## Escultura arquitectònica
Francesca Español també atribueix les següents obres a Guillem Seguer:
- Clau de volta amb l'Anunciació. Segon quart del segle xiv. Capella de l'Anunciació, a Santa Maria de Montblanc.
- Mènsules d'una capella de Sant Miquel de Montblanc. Segon quart del segle xiv. Sant Miquel de Montblanc.
- Mènsules de la capella del Corpus Christi de Vallbona. Segon quart del segle xiv. Exterior de la capella del Corpus Christi de l'església de Vallbona.
- Mènsules o claus d'angle del Museu Diocesà de Lleida. Segon quart del segle xiv. L'origen actual potser és la Seu Vella de Lleida, actualment es troben al Museu Diocesà de Lleida.

## Pintura

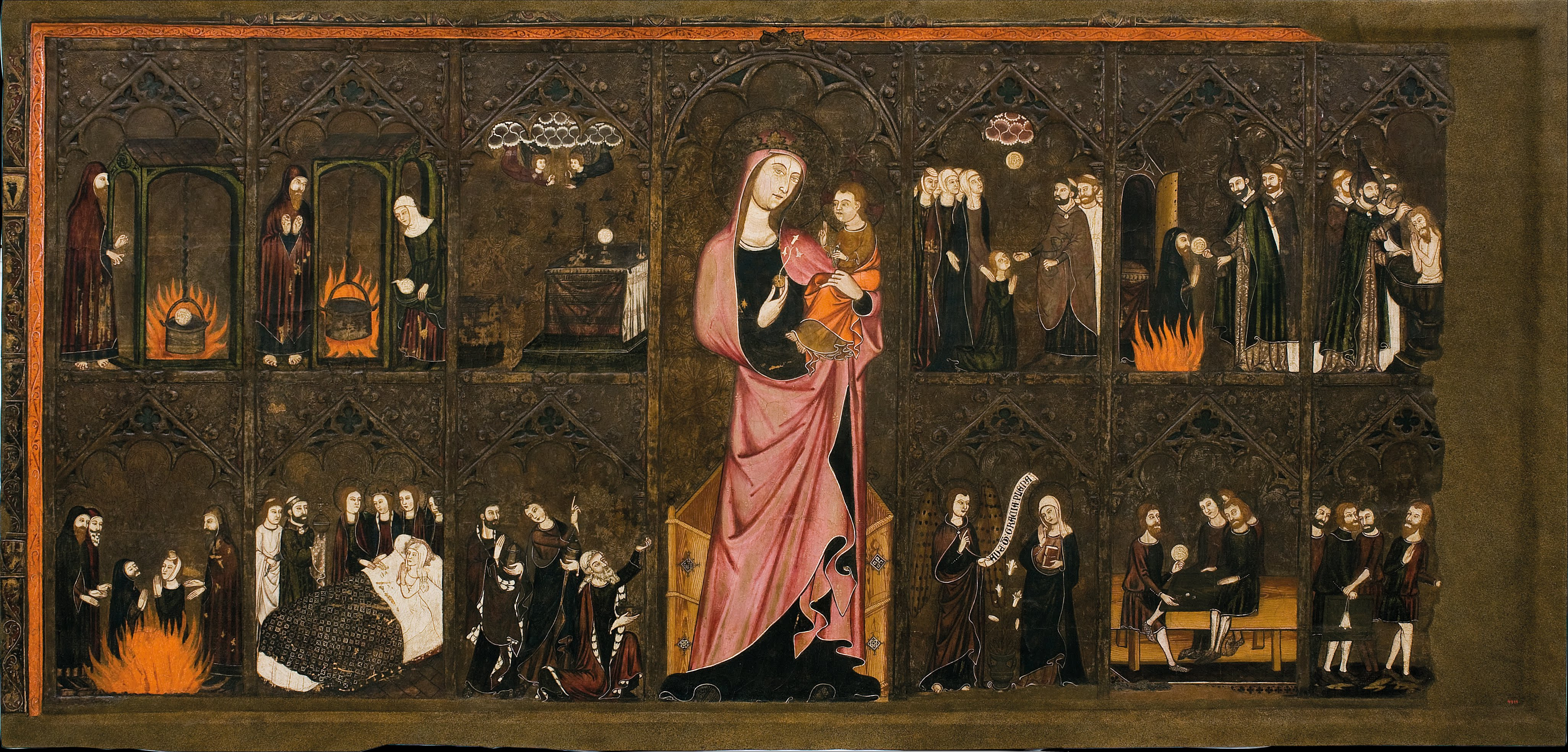
Frontal de la Marededeu de Vallbona de les Monges

En alguns contractes de la dècada de 1340, Guillem Seguer es descrit com a «pintor de Montblanc». El 1348, se li encomana que confeccioni una vidriera de l'església de Santa Coloma de Queralt, fet que fa pensar a Francesca Español que les tasques de pintor de Seguer no es limitaven a la policromia de les escultures, sinó que gaudia d'una especialització major. La doctora de l'Art cataloga aquestes obres.
- Rerataule de la Santíssima Trinitat de Vallbona. Segon quart del segle xiv. Encarregada per la capella del Corpus Christi del monestir de Vallbona de les Monges. Actualment es troba al Museu d'Art Nacional de Catalunya.
- Frontal de la Marededeu de Vallbona. Segon quart del segle xiv. Encarregada per la capella del Corpus Christi del monestir de Vallbona de les Monges. Actualment es troba al Museu d'Art Nacional de Catalunya.